# Dadeville (Alabama)
Dadeville es una ciudad ubicada en el condado de Tallapoosa en el estado estadounidense de Alabama. En el censo de 2000, su población era de 3212.

## Demografía
En el 2000 la renta per cápita promedia del hogar era de $25,266, y el ingreso promedio para una familia era de $31,512. El ingreso per cápita para la localidad era de $14,178. Los hombres tenían un ingreso per cápita de $24,500 contra $20,781 para las mujeres.

## Geografía
Dadeville se encuentra ubicada en las coordenadas 32°49′55″N 85°45′51″O / 32.83194, -85.76417 (32.832059, -85.764288).
Según la Oficina del Censo de los EE. UU., la ciudad tiene un área total de 16.00 millas cuadradas (41.45 km²).